# مركز جاتيكا الرياضي
مركز جاتيكا الرياضي (باللغة الكرواتية: Sportska dvorana Žatika) هي صالة مغلقة متعددة الأغراض تقع في بوريتش، كرواتيا. تم تشييدها لإستضافة بطولة العالم لكرة اليد للرجال 2009، وافتتحت رسميًا في 21 نوفمبر 2008. تبلغ المساحة الإجمالية للقاعة حوالي 14,000 متر مربع، وتبلغ سعتها الإجمالية للجلوس حوالي 3,700 مقعد. استضافت الصالة بطولة العالم لكرة اليد 2025 مع الدولة المستضيفة الأخرى، الدنمارك والنرويج. وأيضًا كأس العالم لهوكي الصالات للرجال و للسيدات لعام 2025.